# فرنسيس إتش. كون
فرنسيس إتش. كون هو قاضي ومحامي وسياسي أمريكي، ولد في 5 سبتمبر 1797، وتوفي في 18 مايو 1859. نشط حزبياً في الحزب الديمقراطي. وقد انتخب عضو مجلس ولاية جورجيا ‏.